# Frente Unico Pro Derechos de la Mujer
Frente Unico Pro Derechos de la Mujer (FUPDM, United Front for Women's Rights) var en mexikansk kvinnoorganisation, grundad 1935.
Den bildades för att verka för införandet av kvinnlig rösträtt, en reform som kvinnorörelsen länge verkat för men som vid denna tidpunkt blivit alltmer ineffektiv på grund av kvinnorörelsens splittring. 
FUPDM bildade 1952 Alianza de Mujeres Mexicanas och erbjöd sitt stöd till presidentkandidaten Adolfo Ruiz Cortines i utbyte mot hans löfte att införa rösträtt för kvinnor om han vann valet. Han gick med på förslaget på villkor att Alianza kunde presentera en namninsamling på 500.000 kvinnors signaturer till stöd. När han vann valet, presenterade Alianza honom namnlistan och Adolfo Ruiz Cortines uppfyllde därefter sitt löfte och införde rösträtt för kvinnor 1953.